# An'yō-in
Gionzan An’yō-in Chōraku-ji (祇園山安養院長楽寺?) è un tempio buddista Jōdo shū a Kamakura, Kanagawa, in Giappone. Famoso per i suoi rododendri, prese il nome dal nome postumo del suo fondatore (il grande personaggio storico Hōjō Masako). L'oggetto principale di culto è Amida Nyorai, ma si venera anche Senju Kannon, Dea della Misericordia. An'yō-in è il terzo dei 33 templi del circuito di pellegrinaggio Bandō Sanjūsankasho.

## Storia
Questo tempio ha una storia complessa ed è il risultato della fusione di tre templi separati chiamati Chōraku-ji, Zendō-ji e Tashiro-ji. Fu aperto per la prima volta nel 1225 come Chōraku-ji presso lo Hase Sasamegayatsu di Hōjō Masako per il suo defunto marito Minamoto no Yoritomo, fondatore dello shogunato di Kamakura. All'epoca era un tempio della setta Ritsu. Dopo essere stato bruciato dalla soldatesca di Nitta Yoshisada nel 1333 alla caduta dello shogunato di Kamakura, è stato fuso con lo Zendō-ji, trasferito in questo luogo e ribattezzato, ma è bruciato di nuovo nel 1680. Fu poi ricostruito di nuovo e un Senju Kannon (la Dea della Misericordia armata di misericordia) fu trasferito dallo Tashiro-ji a Hikigayatsu.

## Punti di interesse

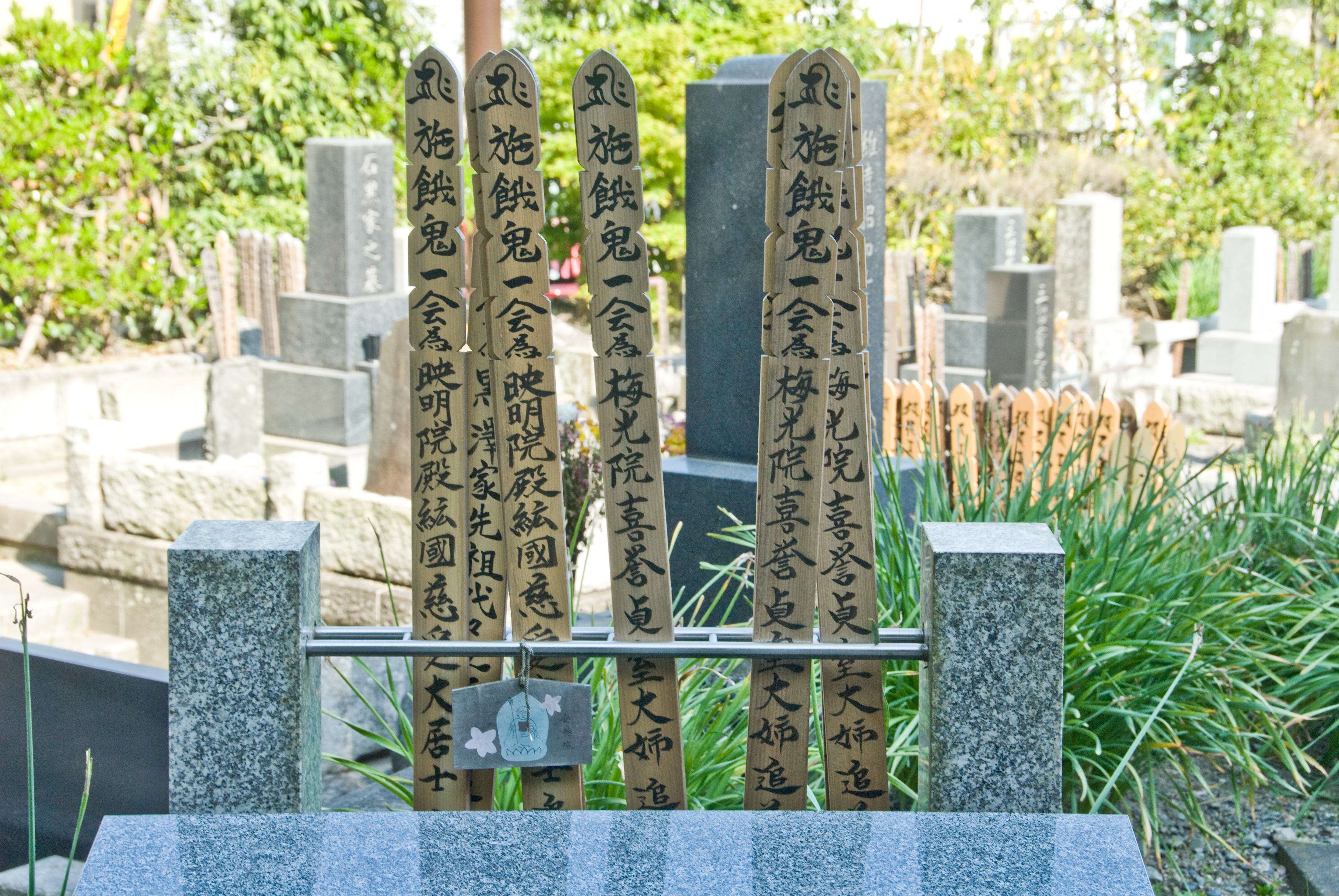
La tomba di Akira Kurosawa nel cimitero di An-yō-in

Il grande pino nero cinese nel giardino ha oltre 700 anni. Dietro al tempio ci sono due hōkyōintō. La più piccola è una delle possibili tombe di Masako. L'altro è il più vecchio hōkyōintō di Kamakura e una proprietà culturale importante designata a livello nazionale. Nel piccolo cimitero del tempio, lungo il vicolo di fronte al cancello di ingresso, riposa il famoso regista cinematografico Akira Kurosawa.